# Pimaszok, avagy kamaszba nem üt a mennykő
A Pimaszok, avagy kamaszba nem üt a mennykő (eredeti cím: 8 Simple Rules... for Dating My Teenage Daughter) című amerikai televíziós sorozat, melynek alkotója Tracy Gamble. Főszereplői Katey Sagal, John Ritter, Kaley Cuoco, Amy Davidson és Martin Spanjers.
A sorozat első adása 2002. szeptember 17-én került adásba az amerikai ABC csatornán.

## Magyar hangok
| Szereplő          | Színész           | Magyar hangja      |
| ----------------- | ----------------- | ------------------ |
| Cate Hennessy     | Katey Sagal       | Simorjay Emese     |
| Paul Hennessy     | John Ritter       | Csankó Zoltán      |
| Bridget Hennessy  | Kaley Cuoco       | Dögei Éva          |
| Kerry Hennessy    | Amy Davidson      | Mánya Zsófia       |
| Rory Hennessy     | Martin Spanjers   | Berkes Bence       |
| Jim Egan          | James Garner      | Barbinek Péter     |
| C.J. Barnes       | David Spade       | Fekete Zoltán      |
| Kyle              | Billy Aaron Brown | Szalay Csongor     |
| Principal Ed Gibb | Adam Arkin        | Pusztaszeri Kornél |
| Tommy             | Larry Miller      | Katona Zoltán      |

## Epizódok
| Évad | Évad | Részek száma | Részek száma | Eredeti sugárzás     | Eredeti sugárzás  | Eredeti adó | Magyar sugárzás  | Magyar sugárzás  | Magyar adó |
| Évad | Évad | Részek száma | Részek száma | Évadbemutató         | Évadzáró          | Eredeti adó | Évadbemutató     | Évadzáró         | Magyar adó |
| ---- | ---- | ------------ | ------------ | -------------------- | ----------------- | ----------- | ---------------- | ---------------- | ---------- |
|      | 1.   | 28           | 28           | 2002. szeptember 17. | 2003. május 20.   | ABC         | 2009. március 2. | 2009. április 8. | Viasat 6   |
|      | 2.   | 24           | 24           | 2003. szeptember 23. | 2004. május 18.   | ABC         | 2009. április 9. | 2009. május 13.  | Viasat 6   |
|      | 3.   | 24           | 24           | 2004. szeptember 24. | 2005. április 15. | ABC         | 2009. május 14.  | 2009. június 16. | Viasat 6   |